# 1962年美國三軍航空器命名系統

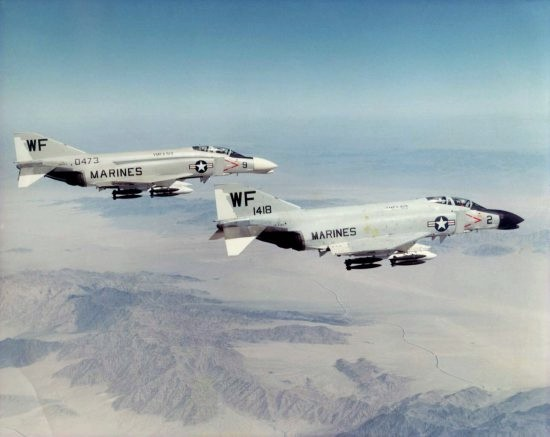
在1962年美國三軍航空器命名系統發佈實施之前，F-4幽靈II戰鬥機被美國海軍命名為F4H，而美国空军命名為F-110幽靈，命名未統一之前都有各自不同的名稱 (Note: F-110幽靈，F-110 Spectre)

1962年美國三軍航空器命名系統（英語：1962 United States Tri-Service aircraft designation system）是由美国国防部在1962年9月18日為了美國军用航空器所提出的統一化命名系統。在此之前，美軍的陸海空三軍各自使用不同的命名規則。
在1962年系統之下，幾乎統一化美軍所有軍種航空器的命名規則，包括美国空军、美國海軍、美国海军陆战队、美国陆军與美国海岸警卫队。X系列實驗機的命名編號是由航空器製造商或是由美国国家航空航天局指定。1962年系統是以美国空军在1948年到1962年期間所使用的命名規則為基礎而設立的，又1948年到1962年期間所使用的命名規則是以1924年到1948年期間的1924美國陸軍航空勤務隊航空器命名系統為基礎。自從它被提出之後，曾多次被修改與更新，在1997年發佈修訂版本。

## 命名系統
依照1962年系統來產生的命名格式如下所示：
（狀態－選填）+（修飾代碼－選填）+（基本任務）+（類型－非固定翼飛機必填）－（編號）+（系列）
範例：
（YEH-60B）=（Y－狀態）+（不填－修飾代碼）+（E－基本任務）+（H－類型）－（60－編號／第60個直升機設計）+（B－系列／第2個設計版本）
有三個代碼是必填的，基本任務、編號與系列。非固定翼飛機一定要填入類型代碼。美国空军稱它為任務－編號－系列格式，美國海軍稱它為類型／型號／系列格式。

### 狀態

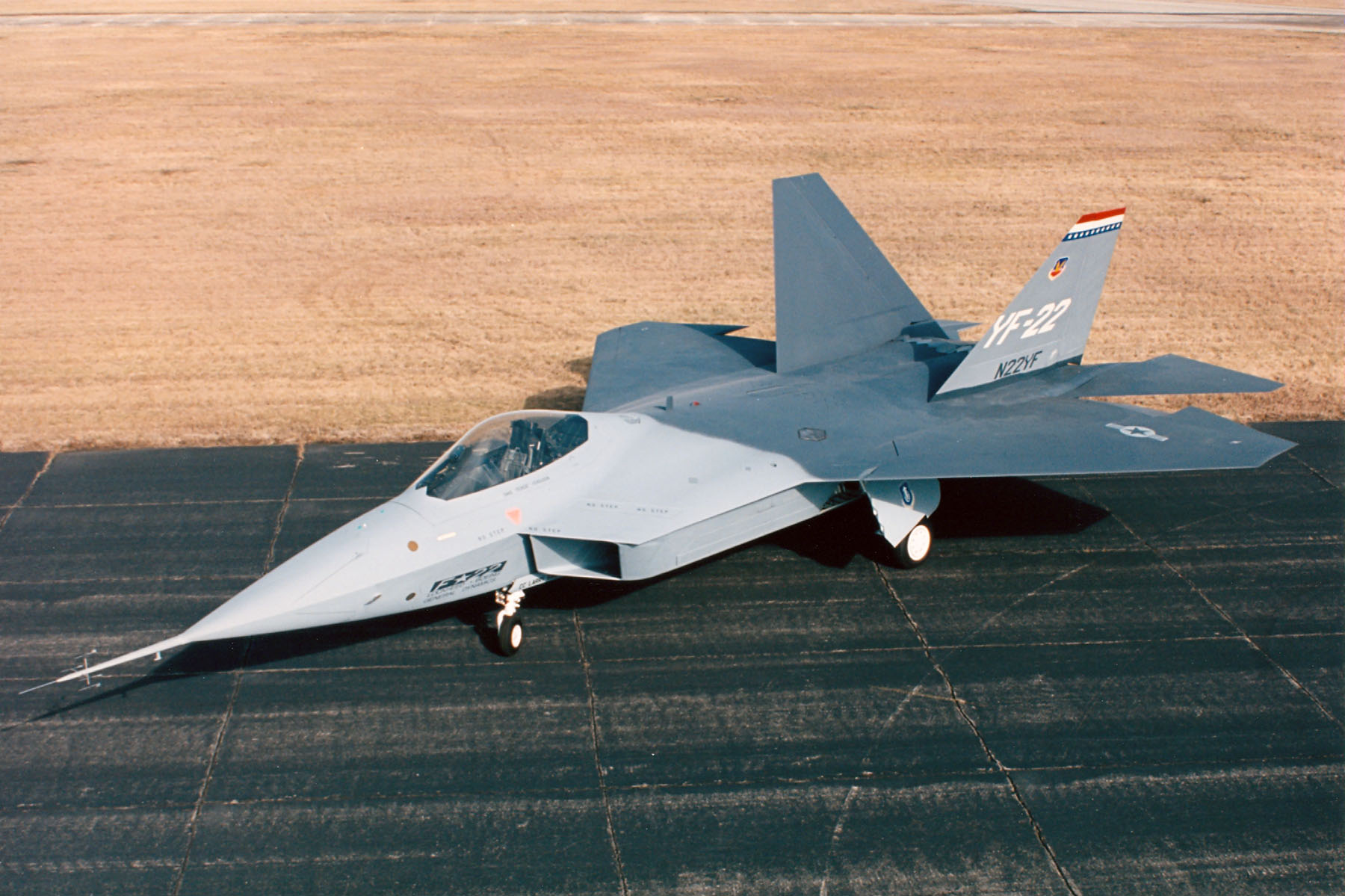
YF-22，F-22猛禽戰鬥機的原型機

狀態首字母表示目前载具正在進行非標準（即未执行作战飞行任务）的使用狀態，通常是用來表示載具正在測試或實驗中。
| 首字母 | 說明                                                                          | 範例              |
| ------ | ----------------------------------------------------------------------------- | ----------------- |
| G      | 永久停飛（Grounded） 因為安全因素或經費不足而停止飛行。                       | GF-101B GF-13     |
| J      | 暫時測試 在測試完成之後進入服役階段。                                         | JB-26C JF-13      |
| N      | 永久測試 该载具的研发目的只是为了进行动作原理等项目的测试，而非真正用于作战。 | N-9M NF-13        |
| X      | 實驗階段（eXperimental） 如有必要，在製作原型機之前進行實驗測試。             | XF-89 XF-13       |
| Y      | 原型機（取在 X 之后之意） 少量生产，为大量生产做准备。                        | YF-17 YF-22 YF-23 |
| Z      | 計畫階段 在開發之前的實作或設計。                                             | ZF-13             |

### 載具

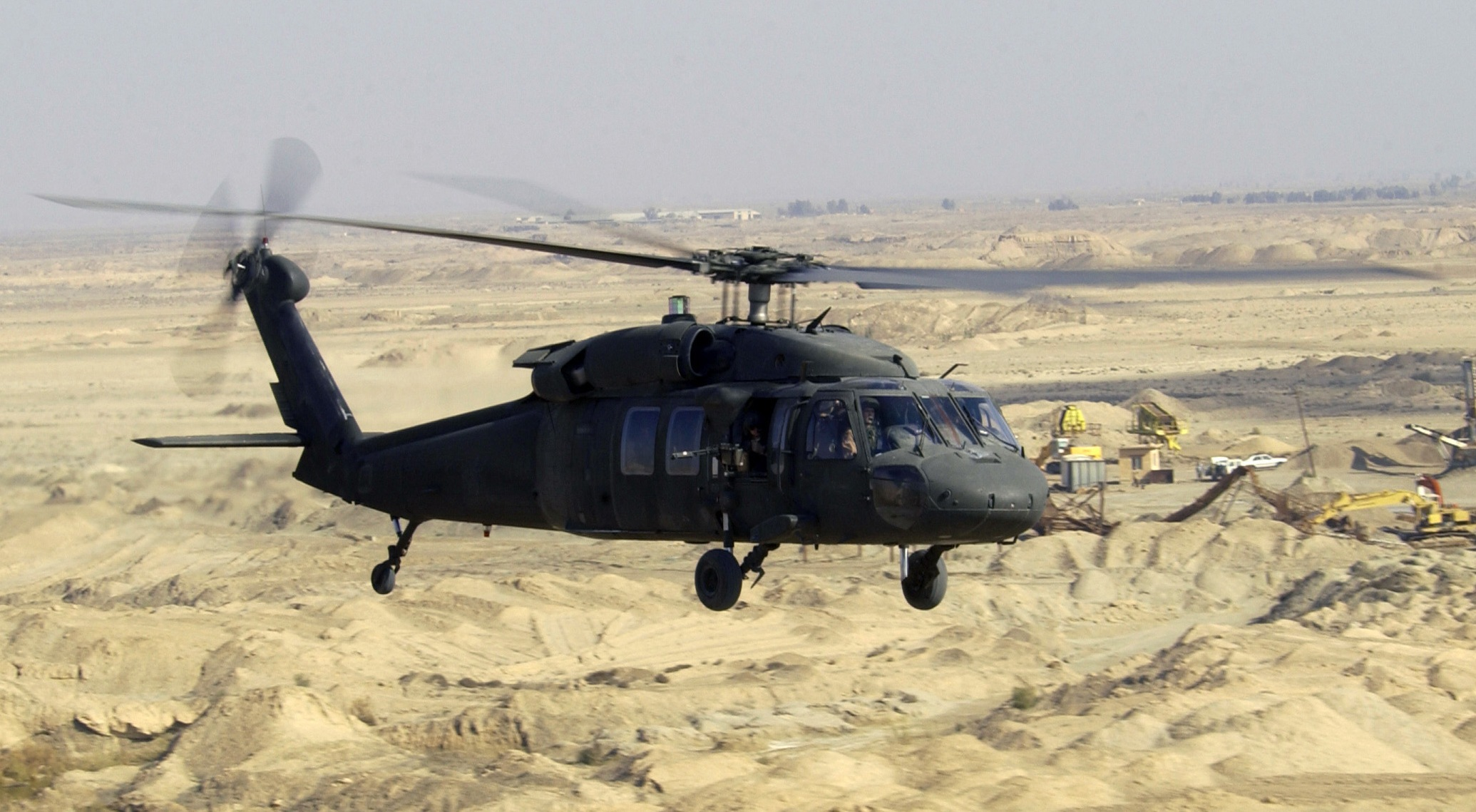
UH-60黑鹰直升机，通用直升機

非固定翼飛機一定要填入载具類型代碼到命名格式。
無人航空載具控制段不是载具，它是位在地面的遙控設備。MS-1A 是最近幾年才出現的太空飛機名稱，還沒有完整的定義。
| 代碼                | 類型                                                |
| ------------------- | --------------------------------------------------- |
| 沒有                | 固定翼飛機                                          |
| D （Drone）         | 無人航空載具控制段 也就是位在地面的遙控設備。       |
| G （Glider）        | 軍用滑翔机                                          |
| H （Helicopter）    | 直升機                                              |
| Q                   | 無人航空載具                                        |
| S （Space Shuttle） | 太空飛機                                            |
| V （Vertical）      | 垂直起降、短程起降                                  |
| Z （Zeppelin）      | 轻于空氣的航空器 例如飞艇、气球、熱氣球、真空飛船。 |

### 基本任務
基本任務代碼表示载具的主要用途與基本能力。

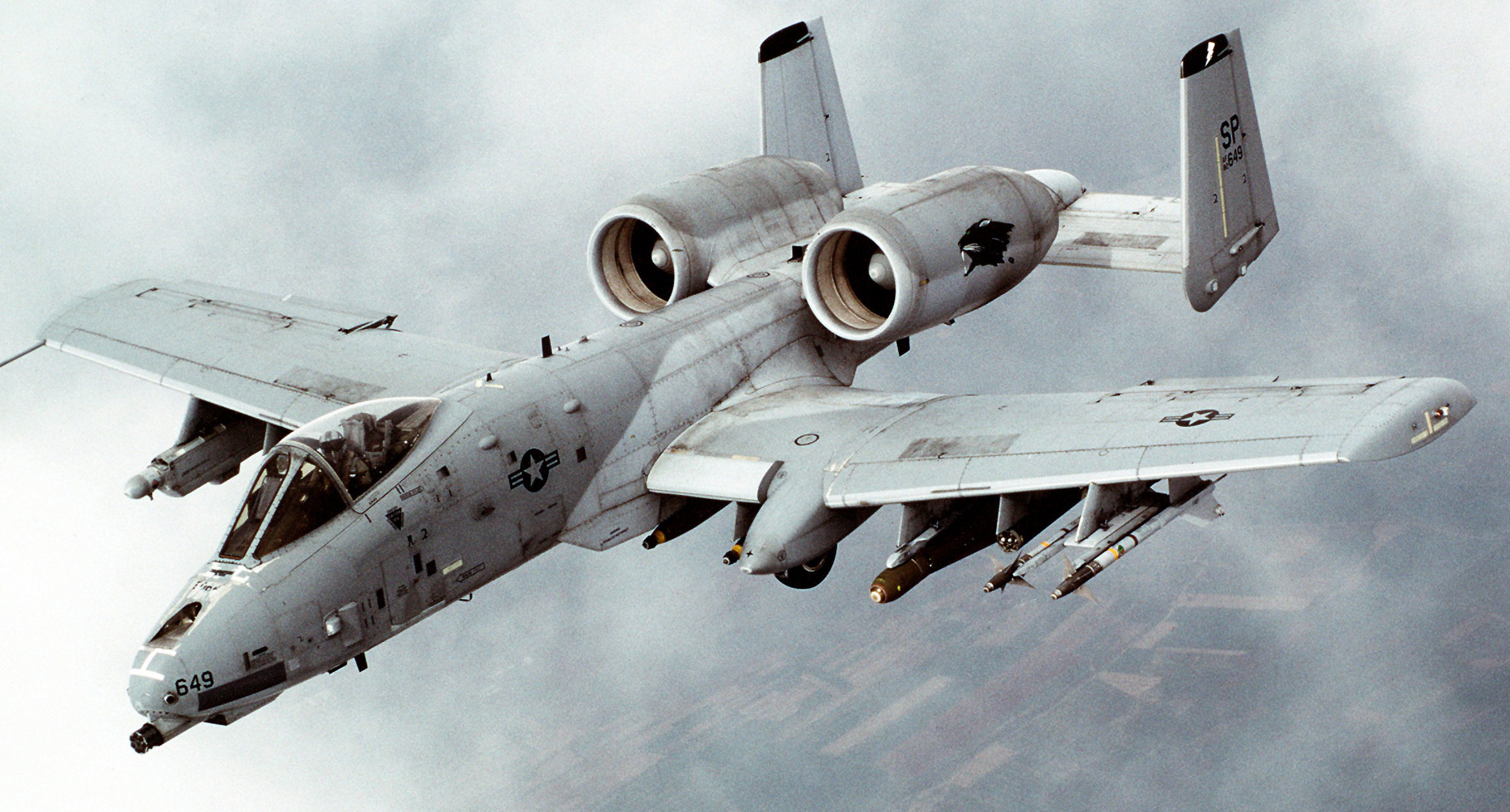
A-10雷霆二式攻擊機

A-10雷霆二式攻擊機是美国空军目前唯一以 A 代碼來命名的军用航空器。A-6入侵者式攻擊機曾經是美國海軍與美国海军陆战队在戰場前線以 A 代碼命名的戰機，還有美國海軍為了進行測試依照復仇女神計畫而對外提供出租的A-29也是僅存一種以 A 代碼嚴格命名的固定翼飛機。至于 F/A-18，原本只是研发人员把战斗机 F-18 和攻击机 A-18 这两个项目放在一起的缩写，后来两者合并之后就顺势变成正式称呼了。
| 代碼                         | 說明                   | 范例                   |
| ---------------------------- | ---------------------- | ---------------------- |
| A （Attacker）               | 攻击机、战术空對地任務 | A-10                   |
| B （Bomber）                 | 轰炸机、战略空對地任務 | B-52                   |
| C （Cargo）                  | 貨機                   | C-5                    |
| E （Electronic warfare）     | 電子作戰               | E-2                    |
| F （Fighter）                | 战斗机                 | F-22                   |
| K （Tanker）                 | 空中加油               | KC-135                 |
| L （Laser）                  | 雷射載具               | YAL-1                  |
| O （Observer）               | 观察、前線航空管制     | O-2                    |
| P （Patrol）                 | 海洋巡邏               | P-3                    |
| R （Reconnaissance）         | 偵察                   | R-1(因保密原因改名U-2) |
| S （anti-submarine warfare） | 反潛作戰               | S-2                    |
| T （Trainer）                | 教練機                 | T-7                    |
| U （Utility）                | 通用機                 | U-28(美軍軍用版PC-12)  |
| X （eXperimental）           | 高新技术试验机         | X-38                   |

### 修飾代碼

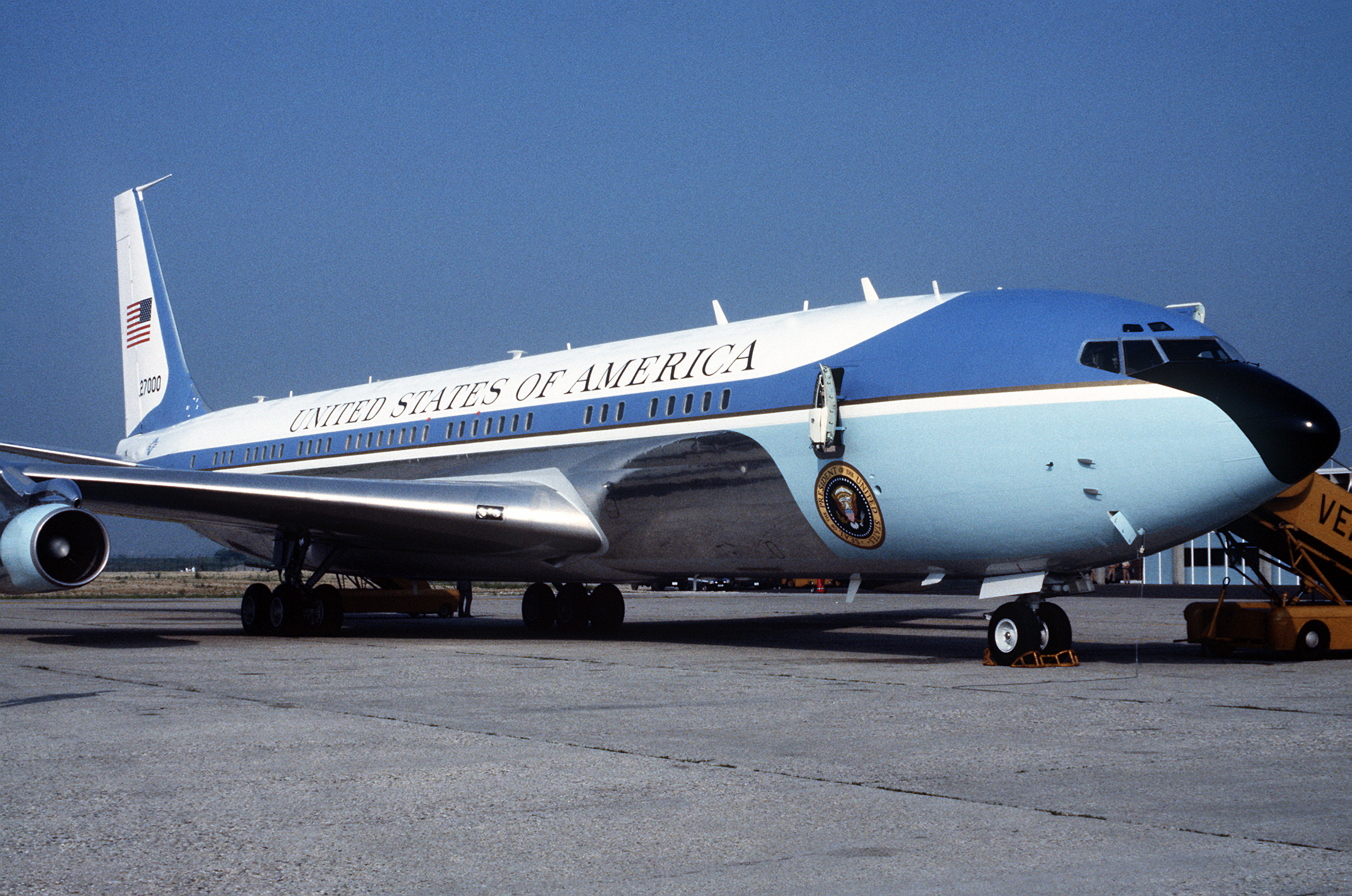
1987年第13屆八大工業國高峰會議，VC-137C停留在威尼斯-泰塞拉机场待命，因為罗纳德·里根不在機上所以當時的呼號是 SAM 27000，假如美国总统在機上那麼它的呼號就是空军一号

在载具依照基本任務需求被生產之後，再依照特別的任務需求，用修飾代碼來表示。所以基本任务和修饰代码有许多是相同的。
| 代碼                     | 說明                       | 范例   |
| ------------------------ | -------------------------- | ------ |
| A （Attacker）           | 攻击机、軍事戰術空對地任務 | AH-64  |
| C （Cargo）              | 貨機                       | CH-47  |
| D （Drone）              | 無人靶機拖曳               |        |
| E （Electronic warfare） | 電子作戰                   | EA-6   |
| F （Fighter）            | 战斗机                     | FB-22  |
| H （Hospital）           | 搜救、醫療後送             | HH-60  |
| K （tanKer）             | 空中加油                   | KC-46  |
| L                        | 極地或极冷氣候             | LC-130 |
| M （Multipurpose）       | 多重任務                   | MH-6   |
| O （Observer）           | 观察                       | OH-58  |
| P （Patrol）             | 海洋巡邏                   |        |
| Q                        | 無人靶機                   | QF-4   |
| R （Reconnaissance）     | 偵察                       | RAH-66 |
| S （antiSubmarine）      | 反潛作戰                   | SH-60  |
| T （Trainer）            | 教練機                     | TH-67  |
| U （Utility）            | 通用機                     | UH-1   |
| V （VIP）                | 人員運輸                   | VH-60  |
| W （Weather）            | 天气偵察                   | WC-130 |

## 其他命名

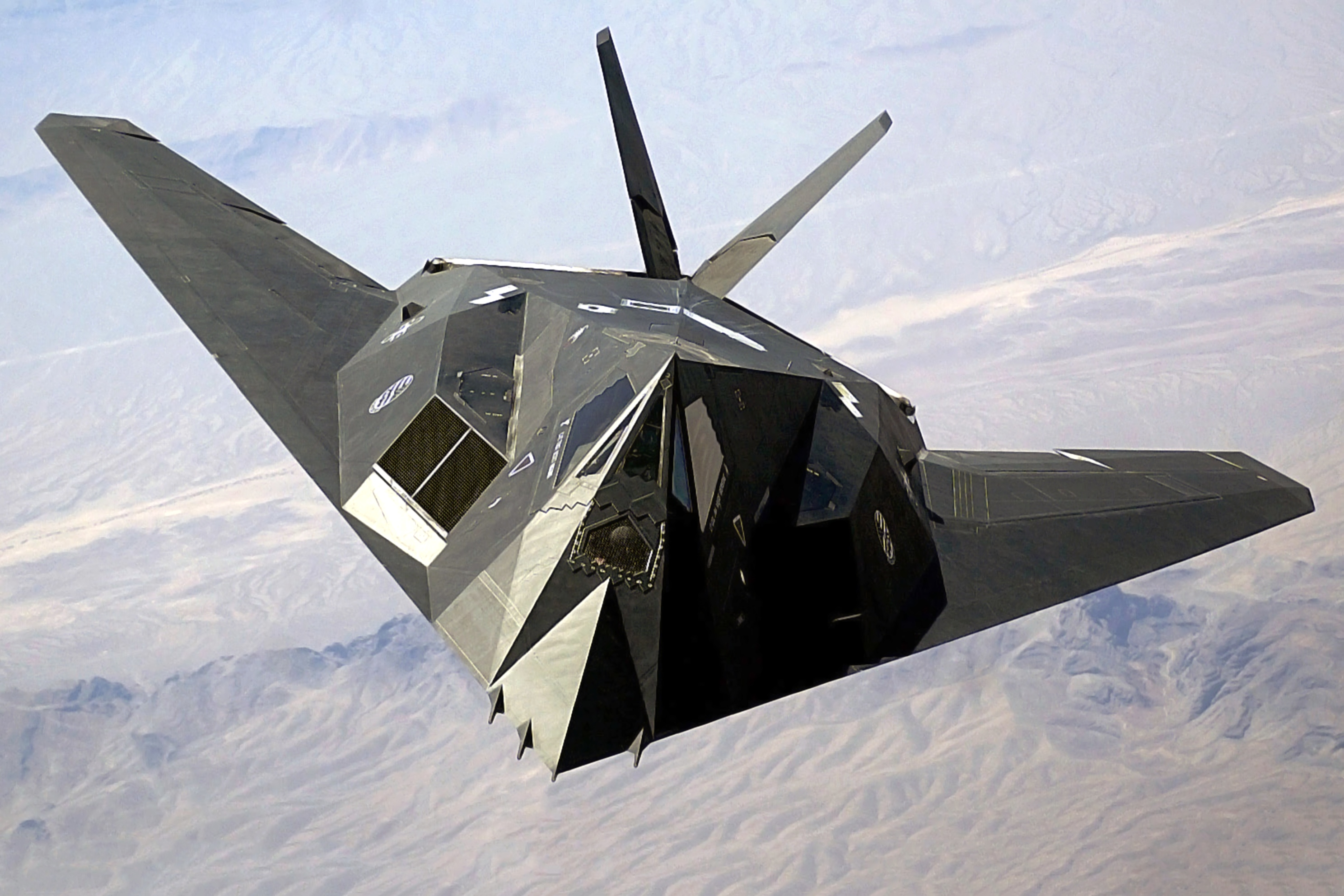
一名資深的F-117研發團隊成員在歷史頻道的記錄片裡表示以 F 命名的军用航空器比較容易吸引頂尖一流的美国空军飛行員，以 A 或 B 來命名反而不具吸引力

自1962年系統被提出之後，有幾個军用航空器不是依照1962年系統來命名的，或是跳過編號。

### 非1962年系統
取用其他航空器編號來命名是最普遍的變更作法，反而不使用下一個可用的編號（例如 171、767、71）。還有，從原先存在的名稱再進行變更代碼的順序，或是使用自定義名稱的縮寫當作代碼來命名（例如 SR）。自從美国国防部有決定性的命名同意權，正式名稱與修正後的命名皆為非1962年系統。
- RC-7B（英语：De Havilland Canada Dash 7）

原先與C-7 Caribou發生命名衝突，兩者沒有關聯性，然後在2004年8月重新被命名為EO-5C。
- F/A-18，以及曾被短暫使用的 F/A-16 與 F/A-22。

起初美國海軍曾計畫要有兩種黃蜂式戰機，F-18 戰鬥機與 A-18 輕型攻擊機。研發期間 F/A-18 是兩者的速記方式。當美國海軍決定改為只研發一種具有兩者功能的戰機時，只能無條件接受 F/A 的命名格式。以命名系統的角度而言，AF-18（基本战斗、附加攻击）或 FA-18（基本攻击、附加战斗）皆可。
- F-35

除了 F 代碼之外，系列編號 35 是以X-35验证机為基礎來命名，而不使用 F 系列的下一個可用的編號 24 號。
- FB-111

以命名系統的角度而言，BF-111 或是使用較低的轰炸机系列編號比較能夠符合命名系統，但是編號 111 保留了 F-111 的特性與屬性，F-111 是使用1962年以前的命名系統。
- F-117

持續使用1962年以前的命名系統來命名，還可以用來識別國外的航空器，例如米格-23战斗机被美國聯邦政府內部命名為 YF-113。
- SR-71

它的命名者使用1962年以前命名系統的轰炸机系列來命名的，1962年以前命名系統隨著XB-70女武神式轟炸機而結束。在測試後期，B-70 曾經被提議做為偵察與攻擊用途，以 RS-70 來命名，以偵察與攻擊的首字母縮略字當做命名代碼。美国空军決定持續以 RS-71 的命名來代替A-12侦察机。當時的美国空军参谋长柯蒂斯·李梅傾向使用 SR 命名，也就是戰略偵察的首字母縮略字，而且想把它改名為 SR-71。林登·约翰逊在1964年2月29日公佈 RS-71 之前，經過李梅的強力遊說之下把演講稿正本改為 SR-71。因為當時記者收到的演講稿副本沒有更新，仍然還是 RS-71，記者誤以為林登·约翰逊把命名代碼的順序唸錯。
- TR-1

修飾代碼 T 是戰術的，基本任務代碼 R 是偵察。在1991年冷战結束之後重新命名為 U-2R。
- KC-767[1]

跳過一堆 C 系列編號而使用波音的型號，完全符合基本任務代碼與修飾代碼的格式，但是此一型號名稱僅限用在販售給國外的空軍使用，美国空军不使用這個名稱。美国空军已經訂購以波音767為基礎的空中加油機KC-46，也就是說，它的編號排在空中客车A330衍生的KC-45的後面而且符合預期，它跳過了編號 42 到 44 號。

### 跳過編號
在很多的任務與載具系列因為十三恐懼症而跳過編號13。有些編號跳過不使用是因為它們曾經被指定命名新載具的建造計畫，但是新載具從未建造。
| 任務或載具系列 | 跳過編號                  | 下一個可用的編號    |
| -------------- | ------------------------- | ------------------- |
| A              | 8、11                     | 13 或 14            |
| B              |                           | 3                   |
| C              | 16、30、34、36、39、42–44 | 47                  |
| D（地面設備）  |                           | 3                   |
| E              |                           | 12                  |
| F              | F-19戰鬥機、24–34         | 24 或 36            |
| G              |                           | 16                  |
| H              | 42、49、69                | 74                  |
| K              |                           | N/A（K 系列被取消） |
| L              |                           | 2                   |
| O              |                           | 6                   |
| P              | 1、6                      | 9                   |
| Q              | 12、13                    | 19                  |
| R              |                           | 2                   |
| S（反潛作戰）  | 1                         | 4                   |
| S（太空飛機）  |                           | 可能是 2            |
| T              | 4、5、50                  | 54                  |
| U              | 12、14、15                | 29                  |
| V              | 14、17、19、21            | 25                  |
| X              | 23、39、52                | 56                  |
| Z              |                           | 5                   |

## 流行文化
由於美國在世界的影響力，以致許多的科幻動漫畫與遊戲中，也沿用了這套軍機識別規則。例如超時空要塞、戰鬥妖精雪風與空戰奇兵等，但是由於故事的需要，其使用規則有多所更改。以超時空要塞為例，其軍機命名規則是將航空器種類移至主要任務之前，但目前狀態仍置於最先之位置。
範例如下所示：
YVF-1
- Y：原型機
- V：可變形／垂直起降
- F：戰鬥機
- 1：第1型

VF-1
- V：可變形／垂直起降
- F：戰鬥機
- 1：第1型

YF-19
- Y：原型機
- F：戰鬥機
- 19：第19型

VF-19
- V：可變形／垂直起降
- F：戰鬥機
- 19：第19型

在超時空要塞中，其VF所指為可變形戰鬥機。若依照現實生活中之規則，由於V乃是附加任務中的人員運輸，所以可變形戰鬥機將會變成人員輸送戰鬥機。

## 外部連結
- 美國三軍航空器的命名定義 - GlobalAircraft.org（页面存档备份，存于）
- U.S. Military Aviation on Designation-Systems.net（页面存档备份，存于） by Andreas Parsch—a reference source with details, examples and history
- Non-standard designations page on Designation-Systems.net（页面存档备份，存于）
- Designation Systems FAQ on hazegray.org（页面存档备份，存于） by Emmanuel Gustin
- U.S. Military Aircraft Designations 1911-2004 on driko.org（页面存档备份，存于） by Andrew Chorney
- U.S. Military Aircraft and Weapon Designations by Derek O. Bridges